# Nesillas brevicaudata
El zarzalero de Gran Comora (Nesillas brevicaudata) es una especie de ave paseriforme de la familia Acrocephalidae endémica del archipiélago de las Comoras, en el océano Índico.  

## Distribución y hábitat
Se la encuentra únicamente en la isla de Gran Comora.
Su hábitat natural son los bosques montanos húmedos tropicales.